# John McDougall (Québec)
Pour les articles homonymes, voir John McDougall.
John McDougall (ou McDougal) (1805-1870) est commerçant et homme politique à Trois-Rivières, à Québec, au Canada et député à l'Assemblée législative de la province du Canada.

## Biographie
D'origine écossaise, il s'installa à Trois-Rivières en 1833. Il est maire, de 1854 à 1855. Il fit l'acquisition des Forges du Saint-Maurice en 1862. L'un de ses fils, William McDougall a été député à la Chambre des communes et juge à la Cour Supérieure du district d'Ottawa.